# 哈尼 (明尼蘇達州)
哈尼（英語：Harney）是位於美國明尼蘇達州卡爾頓縣湯姆森鎮區的一個非建制地區。

## 地理
哈尼所處的海拔為高於海平面365米（即1198英呎），而該地所採用的時區為UTC-6，即北美中部時區（CST）。同時該地設有夏令時間，為UTC-6調快一小時，即UTC-5（CDT）。